# Wijken en buurten in Graafstroom
De voormalige Nederlandse gemeente Graafstroom (in 2013 opgegaan in de toenmalige gemeente Molenwaard) is voor statistische doeleinden onderverdeeld in wijken en buurten. De voormalige gemeente is verdeeld in de volgende statistische wijken:
- Wijk 00 Bleskensgraaf (CBS-wijkcode:069300)
- Wijk 01 Brandwijk (CBS-wijkcode:069301)
- Wijk 02 Goudriaan (CBS-wijkcode:069302)
- Wijk 03 Molenaarsgraaf (CBS-wijkcode:069303)
- Wijk 04 Ottoland (CBS-wijkcode:069304)
- Wijk 05 Oud-Alblas (CBS-wijkcode:069305)
- Wijk 06 Wijngaarden (CBS-wijkcode:069306)

Een statistische wijk kan bestaan uit meerdere buurten. Onderstaande tabel geeft de buurtindeling met kentallen volgens het Centraal Bureau voor de Statistiek (2008):
| CBS-buurtcode | Buurtnaam                        | Inwonertal | Opp. totaal (ha) | Opp. land (ha) | Ligging                |
| ------------- | -------------------------------- | ---------- | ---------------- | -------------- | ---------------------- |
| BU06930000    | Bleskensgraaf Kern               | 2250       | 85               | 78             | Locatie in de gemeente |
| BU06930009    | Bleskensgraaf landelijk gedeelte | 530        | 1191             | 1139           | Locatie in de gemeente |
| BU06930100    | Brandwijk                        | 280        | 868              | 835            | Locatie in de gemeente |
| BU06930101    | Gijbeland Kern                   | 570        | 36               | 33             | Locatie in de gemeente |
| BU06930102    | Gijbeland, landelijk gebied      | 390        | 327              | 311            | Locatie in de gemeente |
| BU06930200    | Dorp Goudriaan                   | 510        | 52               | 46             | Locatie in de gemeente |
| BU06930209    | Landelijk gebied Goudriaan       | 330        | 757              | 735            | Locatie in de gemeente |
| BU06930300    | Molenaarsgraaf Kern              | 630        | 42               | 39             | Locatie in de gemeente |
| BU06930309    | Molenaarsgraaf landelijk gebied  | 460        | 748              | 723            | Locatie in de gemeente |
| BU06930400    | Ottoland                         | 500        | 525              | 506            | Locatie in de gemeente |
| BU06930401    | Laag-Blokland                    | 460        | 349              | 335            | Locatie in de gemeente |
| BU06930500    | Oud-Alblas Kern                  | 1510       | 48               | 47             | Locatie in de gemeente |
| BU06930509    | Oud-Alblas landelijk gebied      | 680        | 1264             | 1236           | Locatie in de gemeente |
| BU06930600    | Wijngaarden                      | 700        | 639              | 632            | Locatie in de gemeente |